# Venom: Ultimul dans
Venom: Ultimul dans (titlu original: Venom: The Last Dance) este un film american cu supereroi din 2024, care prezintă personajul Marvel Comics cu același nume, produs de Columbia Pictures în asociere cu Marvel Entertainment, Arad Productions, Matt Tolmach Productions, Pascal Pictures, TSG Entertainment, Marcel Hardy Productions și Hutch Parker Entertainment și distribuit de Sony Pictures Releasing.

## Distribuție
- Tom Hardy - Eddie Brock / Venom
- Chiwetel Ejiofor - Rex Strickland
- Juno Temple - Scientist
- Rhys Ifans - Martin Moon
- Peggy Lu - Mrs. Chen
- Alanna Ubach - Nova Moon
- Stephen Graham - Patrick Mulligan